# Simon de Montagu, 1. Baron Montagu

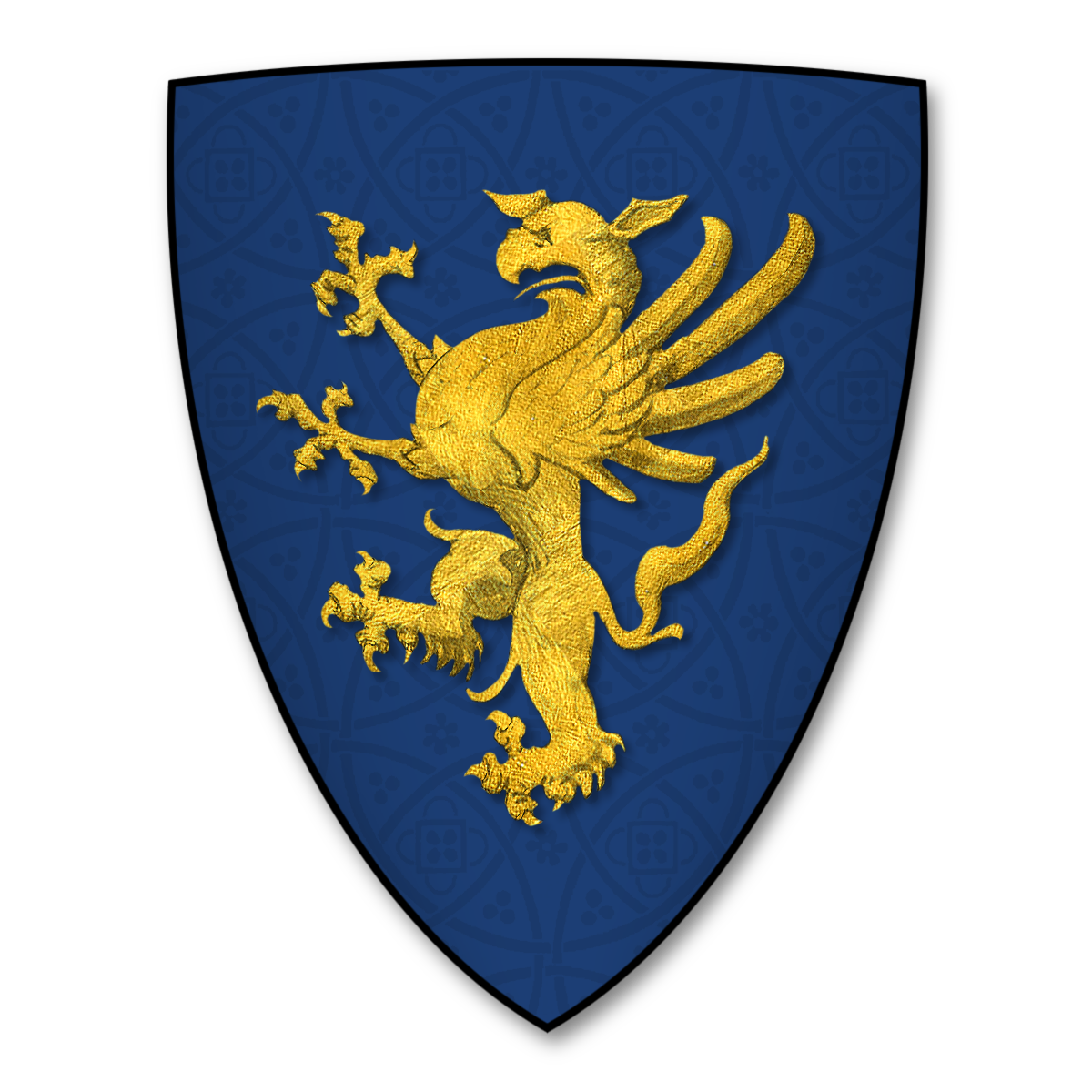
Wappen von Simon de Montagu, 1. Baron Montagu

Simon de Montagu, 1. Baron Montagu (auch Simon de Montacute) (* unsicher: 1259; † 27. September 1316) war ein englischer Adliger und Militär.

## Herkunft
Simon de Montagu entstammte der Familie Montagu, die sich auf den Normannen Drogo de Montagu, der während der normannischen Eroberung nach England gekommen war, zurückführte. Er war ein Sohn von William de Montagu und dessen Frau Berthe. Beim Tod seines Vaters 1270 war er noch minderjährig, doch wenig später muss er das Erbe seines Vaters, das vor allem Besitzungen in Somerset umfasste, angetreten haben.

## Militär in den Kriegen gegen Wales, Frankreich und Schottland
Montagu nahm 1277 und 1282 an den Feldzügen zur Eroberung von Wales teil und gehörte dem Parlament an, das 1283 nach Shrewsbury berufen wurde. Während des Französisch-Englischen Kriegs ab 1294 wurde Montagu 1294 aufgefordert, an dem Feldzug in die Gascogne teilzunehmen. In der Gascogne diente er als Marschall in Blaye. 1296 gelang es ihm, mit einem Schiff die Blockade von Bourg durch französische Schiffe zu durchbrechen und die Stadt mit Lebensmitteln zu versorgen. 1302 kam Montagu mit John Hastings, 1. Baron Hastings, dem neuen Seneschall der Gascogne, erneut nach Südwestfrankreich, doch in den Jahren zuvor und danach diente er hauptsächlich als Militär während des Ersten Schottischen Unabhängigkeitskriegs. 1298 hatte er am Parlament in York teilgenommen, während dessen über das weitere Vorgehen im Kampf gegen Schottland diskutiert wurde. Ob er danach an der Schlacht von Falkirk teilnahm, ist nicht geklärt. Belegt ist dagegen seine Teilnahme an der Belagerung von  Caerlaverock Castle 1300. Wie bereits zuvor in der Gascogne, hatte er vor allem aber im Seekrieg Bedeutung. 1300 stellte er zwei Langboote mit je 50 Mann Besatzung für den Seekrieg in der Irischen See. Die Schiffe waren hinauf bis zu den Hebriden vor der schottischen Westküste im Einsatz. 1307 diente er selbst als Kapitän und wurde als Governor der englischen Flotte bezeichnet, 1310 führte er den Titel Admiral. Bis zu seinem Tod erhielt er Aufrufe des Königs, um am Krieg gegen Schottland teilzunehmen.
Trotz seiner langjährigen Dienste erhielt Montagu von Eduard I. nur geringe Belohnungen. Seit 1299 galt er als Baron Montagu. Ab 1299 war er zusammen mit Richard de Bosco Verwalter von Corfe Castle gewesen, doch nachdem er 1301 abgelöst worden war, wurde ihm vorgeworfen, dass während seiner Amtszeit die Wohngebäude beschädigt worden waren. Der Schaden soll 100 Mark betragen haben. 1302 verfügte der König, dass er diese Schuld in Jahresraten von £ 10 bezahlen dürfe. Eduard II. ernannte ihn 1309 zum Verwalter von Beaumaris Castle auf der nordwalisischen Insel Anglesey. 1311 wurde Montagu aus ungeklärter Ursache, womöglich wegen seines Anspruchs auf die Isle of Man, zeitweise in Windsor Castle inhaftiert. Zwei Jahre später wurde er für sein Vergehen begnadigt. 

## Ehen und Nachkommen
Montagu war vermutlich dreimal verheiratet gewesen. Um 1270 hatte er Hawise, eine Tochter von Amaury de St Amand geheiratet. Nach deren Tod vor 1287 heiratete er in zweiter Ehe Isabel, deren Herkunft unbekannt ist. Offenbar 1304 heiratete er Aufrica de Connoght. Sie war vermutlich eine Verwandte von Magnus, des letzten Königs der Isle of Man. Deshalb beanspruchte sie als Erbe die Insel, die inzwischen von England besetzt worden war. 1305 trat sie ihre Ansprüche auf die Insel an Montagu ab. Womöglich aufgrund dieser Ansprüche eroberte er um 1310 die Isle of Man.
Montagu wurde in Bruton Priory in Somerset beigesetzt. Sein Erbe wurde sein Sohn William Montagu (um 1285–1319).